# Magallanes (vùng)
Vùng Magallanes (địa phương [maɣaˈʝanes]), tên chính thức Vùng Magallanes và Nam Cực Chile (tiếng Tây Ban Nha: Región de Magallanes y de la Antártica Chilena), là một trong 16 đơn vị hành chính cấp 1 của Chile. Đây là vùng cực nam, rộng nhất và ít dân thứ nhì Chile. Vùng gồm bốn tỉnh: Última Esperanza, Magallanes, Tierra del Fuego, và Antártica Chilena, giáp biên giới với các tỉnh Santa Cruz, Tierra del Fuego của Argentina và Thái Bình Dương.
Trong địa phận Magallanes có Torres del Paine, Cape Horn, Tierra del Fuego, và eo biển Magellan. Ngoài ra, lãnh thổ châu Nam Cực thuộc Chile cũng thuộc vùng này. Dù có diện tích lớn, hầu hết đất đai hoặc là núi cao cheo leo hoặc không thích hợp cho việc định cư. 80% dân số sống ở thủ phủ Punta Arenas, một thành phố thương mại lớn và trung tâm trong nghiên cứu châu Nam Cực.
Hoạt động kinh tế chính là nuôi cừu, khai thác dầu mỏ, và du lịch. Đây là vùng có tỉ lệ nghèo thấp nhất toàn Chile (5,8%); hộ gia đình ở Magallanes có thu nhập cao nhất toàn Chile.
Từ năm 2017, vùng này theo múi giờ riêng và dùng giờ mùa hè cả năm (UTC−3).

## Địa lý
Miền bắc vùng này do núi non và sông băng chiếm giữ, vao gồm các yếu tố của dải băng Patagonia. Đi tiếp về phía nam là những dãy núi nữa như Cerro Toro cùng nhiều quầng nước như Seno Última Esperanza, fjord Eberhard và Lago Grey. Khu bảo tồn thì có vườn quốc gia Torres del Paine và khu kỷ niệm thiên nhiên Cueva del Milodon. Ở Cueva del Milodon, ta tìm thấy di chỉ lười đất cũng như người tiền sử có niên đại chừng năm 10.000 TCN.
Về địa thế, có thể chia ra làm bốn vùng: một vùng quần đảo (tiếng Tây Ban Nha: Región Archipielágica) về phía tây, một vùng núi về phía tây và nam (tiếng Tây Ban Nha: Región Cordillerana), một vùng đồng bằng (tiếng Tây Ban Nha: Región de las Planicies Orientales) về phía đông bắc cùng một vùng kiểu bán Andes (tiếng Tây Ban Nha: Región Sub-Andina Oriental) nằm giữa hai vùng trên.

## Khí hậu

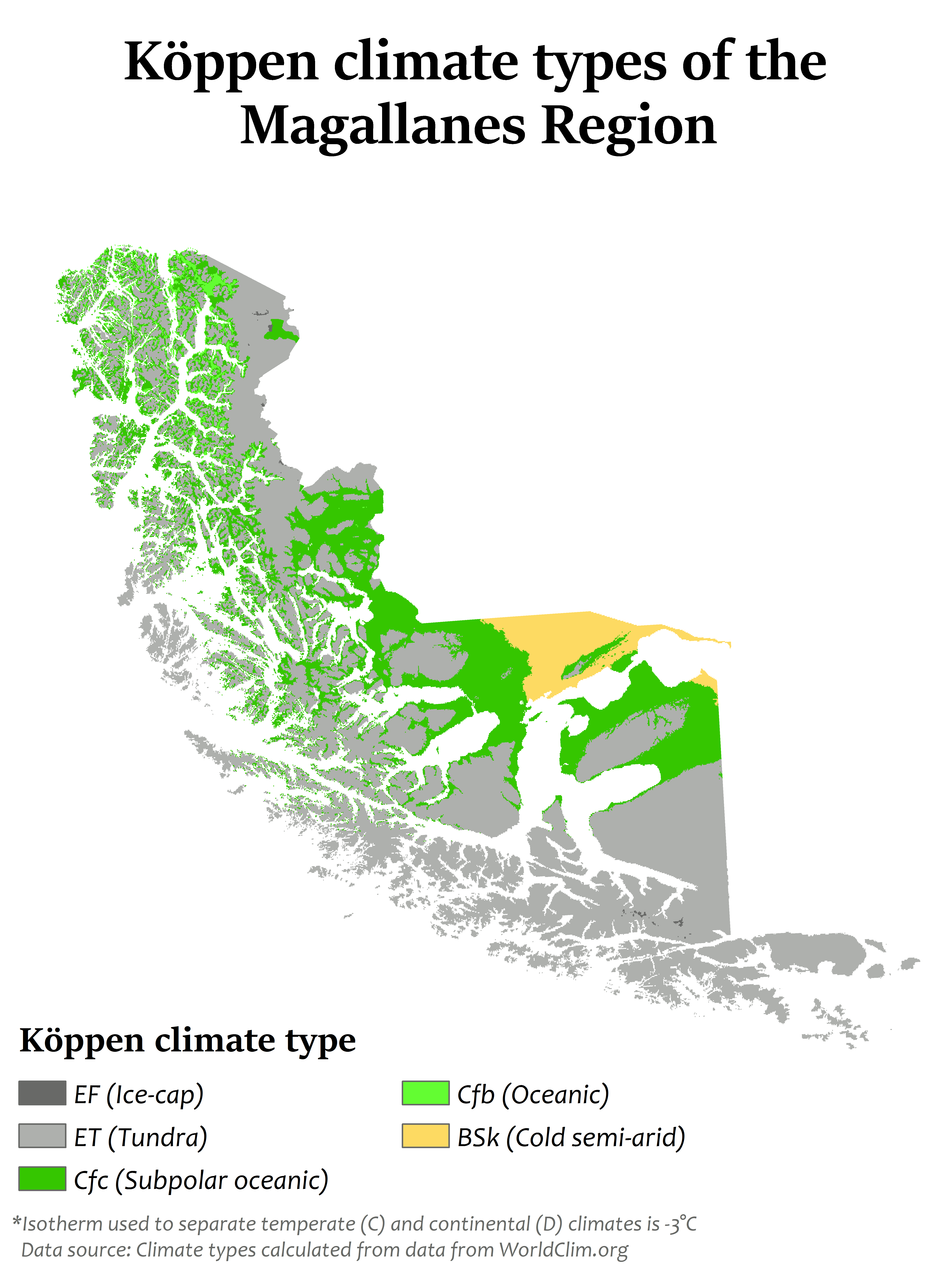
Các kiểu khí hậu Köppen trong vùng Magallanes

Vùng này có đặc trưng là nhiệt độ thấp và gió mạnh trong suốt cả năm. Vùng này có năm kiểu khí hậu khác nhau, do sự đa dạng về độ cao và chiều rộng của khu vực. Do nằm gần vĩ tuyến 60°Nam (một vùng được đặc trưng bởi các hệ thống áp suất thấp và xoáy thuận cận cực), các hệ thống phơn thường xuyên đi qua khu vực này.
Các hòn đảo cực tây có khí hậu lạnh, ẩm ướt và mưa nhiều, chịu gió mạnh và nhiệt độ thấp quanh năm. Lượng mưa trung bình 3.500 mm mỗi năm, trong khi nhiệt độ trung bình hàng năm trên các đảo này là 9 °C với biên độ nhiệt thấp do ảnh hưởng của biển và gió mạnh. Lượng mưa giảm và nhiệt độ tăng khi di chuyển về phía đông. Những đảo này là nơi ẩm ướt nhất ở Chile, đặc biệt là trên đảo Guarello có thể ghi được 9.000 mm trong những năm ẩm ướt nhất. Lượng mưa cao quanh năm mặc dù mùa thu có xu hướng là mùa ẩm ướt nhất.
Ngay phía đông của các đảo cực tây, phía đông của dãy Andes và giáp với Cordillera Paine ở phía bắc và bán đảo Brunswick ở phía nam, khí hậu khô hơn nhiều. Dãy núi Andes ở phía tây chặn hầu hết lượng mưa, khiến phần lớn không khí đi vào bị khô. Lượng mưa trung bình hàng năm nằm trong khoảng từ 250 đến 400 mm, được phân bổ khá đều trong năm. Trong suốt mùa đông, lượng mưa chủ yếu rơi dưới dạng tuyết. Nhiệt độ trung bình hàng năm là từ 6 đến 7 °C. Do gần biển nên mùa đông không lạnh và tuyết phủ không kéo dài.
Ở phần cực đông của khu vực, bao gồm phần lớn tỉnh Tierra del Fuego, khí hậu thảo nguyên lạnh chiếm ưu thế. Nhiệt độ lạnh trong khi lượng mưa thấp hơn so với các khu vực phía tây. Lượng mưa trung bình từ 250 đến 500 mm, giảm dần về phía đông và phân bố khá đều trong năm. Nhiệt độ trung bình hàng năm nằm trong khoảng từ 8 đến 9 °C. Từ tháng 12 đến tháng 3, nhiệt độ trung bình vượt quá 10 °C trong khi vào mùa đông xuống tới 2 °C.
Tương ứng với Đồng băng Nam Patagonia, nằm ở độ cao lớn hơn, nhiệt độ đủ lạnh để duy trì các đồng băng vĩnh cửu. Nhiệt độ trung bình dưới 0 °C trong tất cả các tháng trong khi lượng mưa (chủ yếu là tuyết) dồi dào quanh năm, đạt 2.000 mm. Những khu vực này có khí hậu vùng cực.
Ở các hòn đảo cực nam, phía nam của Tierra del Fuego và eo biển Magellan, khí hậu lãnh nguyên chiếm ưu thế. Những đảo này chịu ảnh hưởng mạnh mẽ của Thái Bình Dương bao quanh ở phía tây và tây nam và eo biển Drake ở phía nam, dẫn đến nhiệt độ không đổi trong suốt cả năm. Nhiệt độ trung bình hàng năm là từ 5 đến 7 °C trong khi lượng mưa cao, khi hầu hết các nơi nhận được 1.000 mm. Ở những khu vực bị che chắn, lượng mưa dưới 600 mm. Mùa hè là mùa ấm nhất và ẩm ướt nhất ở những đảo này.

## Tỉnh và xã
| Tỉnh              | Xã               | Diện tích (km2) | Dân số điều tra 2002 | Dân số điều tra 2012 | Trang tin xã                                             |
| ----------------- | ---------------- | --------------- | -------------------- | -------------------- | -------------------------------------------------------- |
| Antártica Chilena | Antártica        | 1.250.000       | 130                  | 115                  | link Lưu trữ ngày 6 tháng 6 năm 2013 tại Wayback Machine |
| Antártica Chilena | Cabo de Hornos   | 15.854          | 2.262                | 1.677                | link Lưu trữ ngày 6 tháng 6 năm 2013 tại Wayback Machine |
| Magallanes        | San Gregorio     | 6.884           | 1.158                | 384                  | link                                                     |
| Magallanes        | Río Verde        | 9.975           | 358                  | 153                  | link                                                     |
| Magallanes        | Punta Arenas     | 17.846          | 119.496              | 127.454              | link                                                     |
| Magallanes        | Laguna Blanca    | 3.696           | 663                  | 208                  | link                                                     |
| Tierra del Fuego  | Timaukel         | 10.996          | 423                  | 204                  | link                                                     |
| Tierra del Fuego  | Primavera        | 4.614           | 1.016                | 545                  | link                                                     |
| Tierra del Fuego  | Porvenir         | 6.983           | 5.465                | 5.907                | link                                                     |
| Última Esperanza  | Torres del Paine | 6.470           | 739                  | 180                  | link                                                     |
| Última Esperanza  | Natales          | 48.974          | 19.116               | 18.505               | link                                                     |

## Nhân khẩu
Dân số của Magallanes nằm trong nhóm thấp nhất ở Chile, là một trong những vùng cuối cùng bị thuộc địa hóa. Trong cuộc điều tra nhân khẩu năm 1854, có 158 người định cư, tập trung ở Punta Arenas. Dân số bản địa vào năm 1830, theo King, lên tới khoảng 2.200 người, với khoảng 400 người ở phía tây Patagonia và khoảng 1.600 người ở các eo biển phía nam.
Cuộc điều tra nhân khẩu năm 1875 ghi nhận có 1.144 cư dân và vào năm 1895, dân số đã tăng lên 5.170 người, chủ yếu tập trung ở thành phố Punta Arenas và các vùng lân cận.
Việc thiết lập các trang trại gia súc đã thu hút người dân từ Châu Âu (chủ yếu là người Croatia, Anh, Thụy Sĩ và Ý) và miền nam Chile (chủ yếu từ quần đảo Chiloé), làm tăng đáng kể dân số của khu vực.
Punta Arenas được cho là có tỷ lệ người Croatia lớn nhất thế giới bên ngoài Croatia và Nam Tư cũ; Punta Arenas cũng có tỷ lệ cư dân gốc Anh lớn nhất trên toàn Chile. Có một tỷ lệ cao những người châu Âu không phải là người Tây Ban Nha ở đó (đặc biệt là người Scotland và người Hy Lạp), và hậu duệ của người Đức, Hà Lan, Đan Mạch và các dân tộc Scandinavia khác, Nga và Bồ Đào Nha.
Từ cuối thế kỷ 18 cho đến khi kênh đào Panama mở cửa vào năm 1914, hàng nghìn chuyến vượt đại dương đã dừng lại gần Punta Arenas vì đây là eo biển thuận tiện nhất giữa Đại Tây Dương và Thái Bình Dương. Khu định cư Punta Arenas và vùng Magellan và Nam Cực Chile là kết quả của việc sử dụng địa phương làm một trung tâm du hành quốc tế trong quá khứ.
Trong cuộc điều tra nhân khẩu năm 1907, Lãnh thổ Magellan có 17.330 cư dân, được phân bổ như sau: – Thành phố Punta Arenas: 12.785 cư dân – Patagonia Chilena: 1.094 cư dân - Cái bút. của Brunswick: 1.062 cư dân – Tierra del Fuego: 1.626 cư dân – eo biển Beagle: 184 cư dân. – Last Hope: 392 cư dân. – Sông Baker: 187 cư dân.
Sự phân bố theo tỷ lệ này vẫn tồn tại, khi mà phần lớn dân số trong khu vực sống ở thành phố Punta Arenas, và ở các thủ phủ của tỉnh Puerto Natales là Porvenir (tiếng Tây Ban Nha có nghĩa là "tương lai") và Puerto Williams, một trong những thành phố cực nam của thế giới.
Trong 50 năm qua, dân số tăng vừa phải như bên dưới, nhưng khu vực này vẫn là một trong những nơi có mật độ dân số thấp nhất cả nước. Dân số vẫn chủ yếu sống ở thành thị và tập trung ở Punta Arenas.
Điều tra
- 1952: 55.206 cư dân
- 1960: 73.358 cư dân
- 1970: 89.443 cư dân
- 1982: 131.914 cư dân
- 1992: 143.198 cư dân
- 2002: 150.826 cư dân
- 2017: 165.593 cư dân

Các thành phố đông dân nhất (điều tra dân số năm 2002) là Punta Arenas (116.005 cư dân), Puerto Natales (16.978) Porvenir (4.734), Puerto Williams (1.952) và Cerro Sombrero (687).

## Giáo dục
Đại học Magellan ( UMAG ) là một trường đại học ở thành phố Punta Arenas, miền nam Chile. Trường là một thành viên của các trường đại học truyền thống Chile. Đại học Magellan được thành lập vào năm 1981 trong quá trình cải cách kinh tế của chế độ quân sự Chile với tư cách là cơ sở kế thừa của Đại học Técnica del Estado phân hiệu Punta Arenas. Đại học Técnica del Estado đã thành lập phân hiệu Punta Arenas vào năm 1961. Đại học Magellan có các cơ sở ở Punta Arenas và Puerto Natales cũng như một trung tâm đại học ở Puerto Williams. Đại học Magellan xuất bản tạp chí khoa học xã hội và nhân văn Magallania hai lần một năm.

## Hình ảnh

Một số hình ảnh về vùng Magallanes
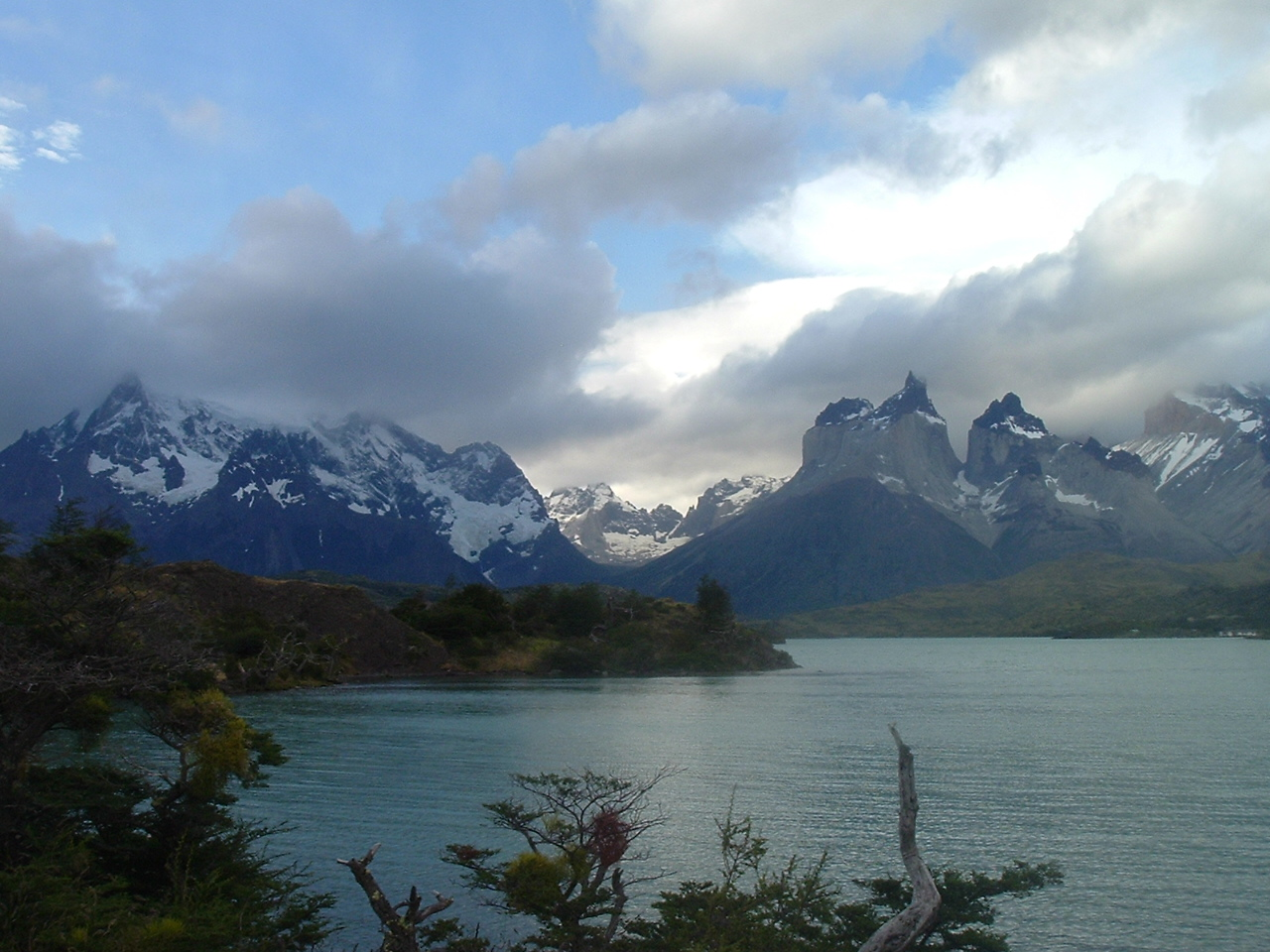
Torres del Paine
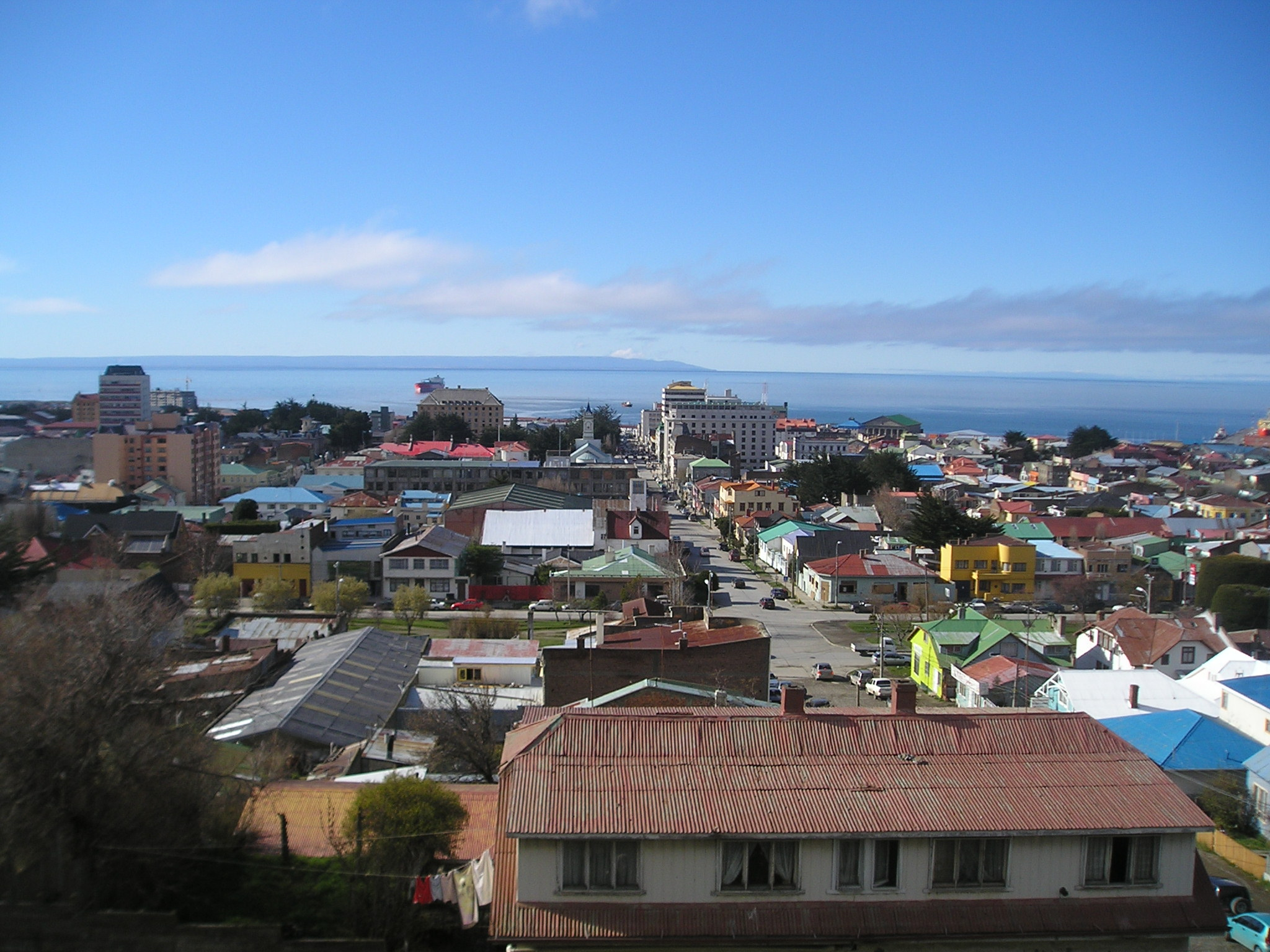
Punta Arenas
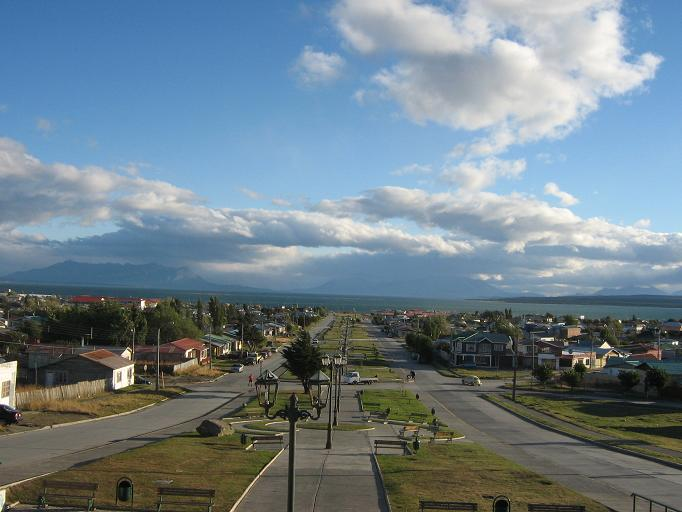
Puerto Natales
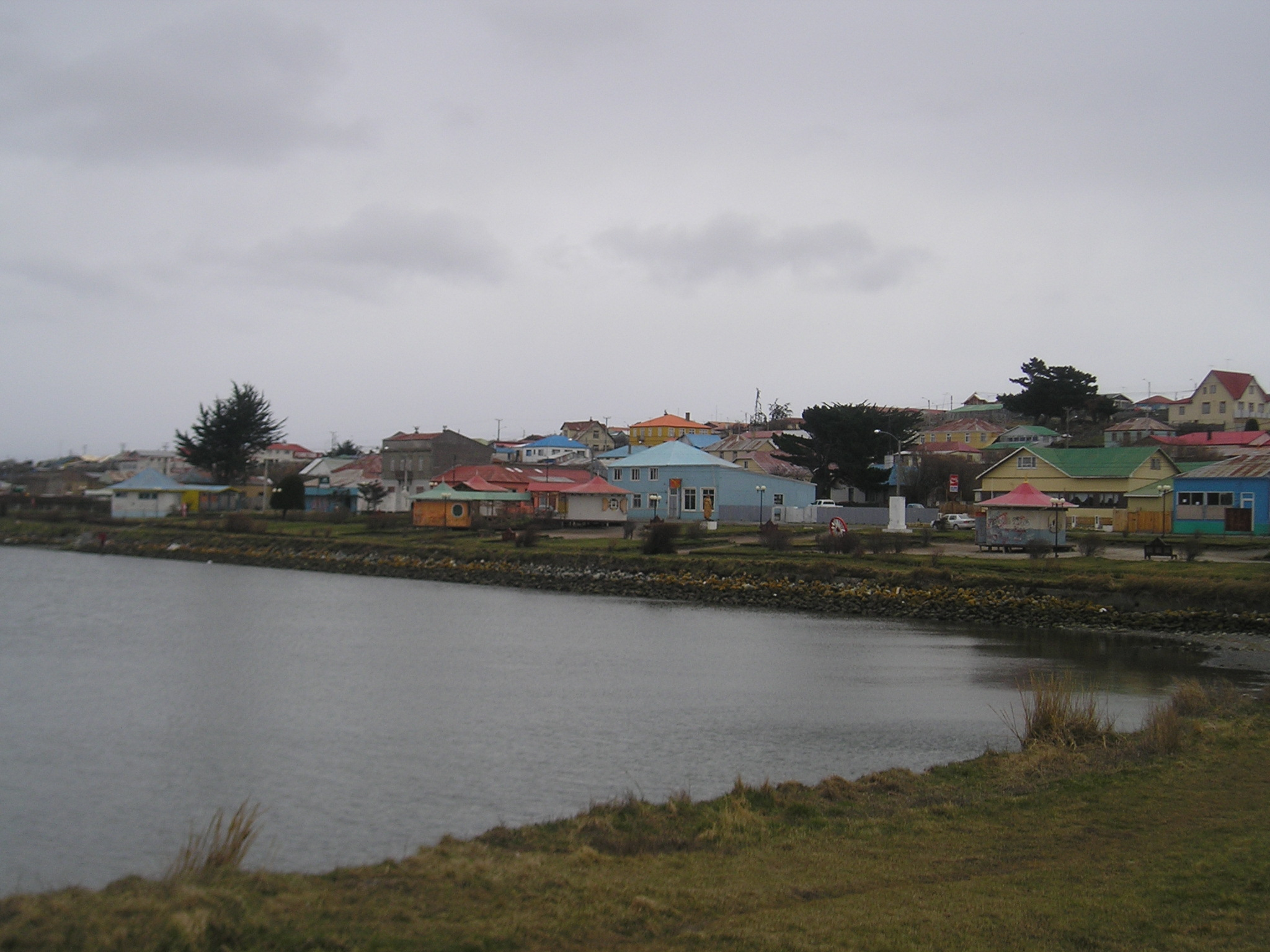
Porvenir
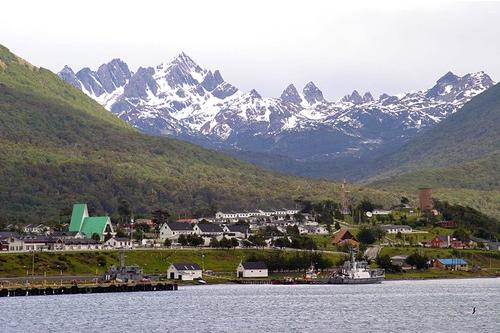
Puerto Williams với dãy Dientes del Navarino phía sau
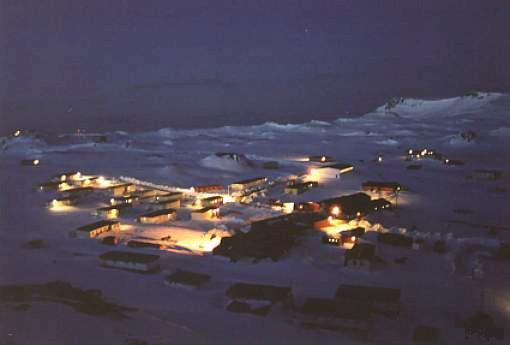
Villa Las Estrellas
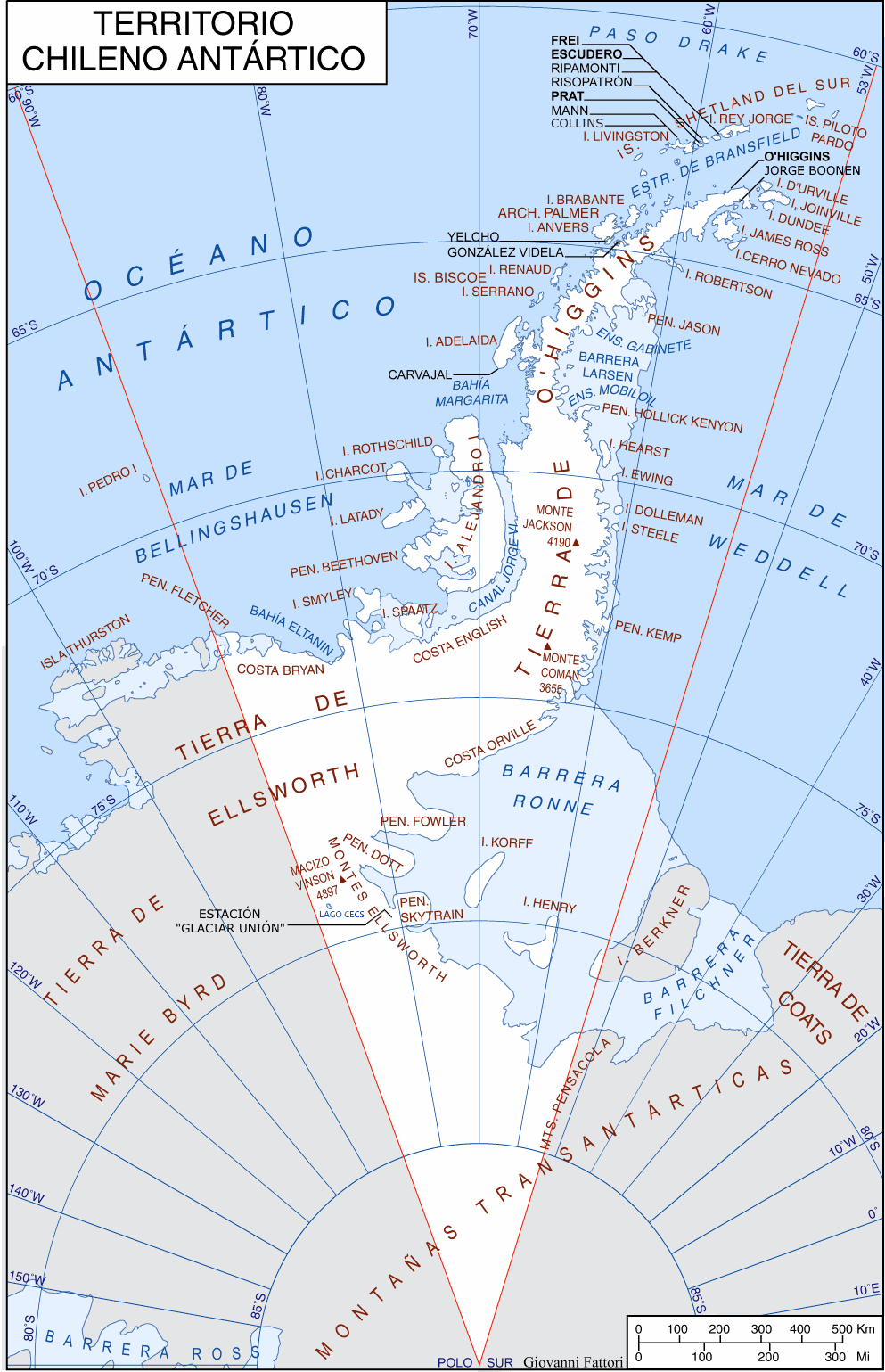
Map showing the Lãnh thổ châu Nam Cực thuộc Chile